# Piazza del Popolo (Řím)
Piazza del Popolo (česky Náměstí lidu, Lidové náměstí) je jedno z hlavních náměstí v Římě.
Náměstí tvoří vstupní bránu ze severní cesty, která se nazývá „Via Flaminia“. Je zde možné vidět zbytky Aureliánova opevnění, kterým bylo město obehnáno koncem 3. století. Celé náměstí naprojektoval a postavill architekt Valadier v letech 1815–1816 z pověření papeže Lva XII. Uspořádání náměstí je inspirováno egyptským a římským antickým uměním. Valadierovi při tom pomáhali četní umělci. Jedním z nich byl i Giuseppe Ceccarini, autor soch, které zdobí fontány na okrajích náměstí.
Na náměstí existovala jediná kašna z roku 1573, jejímž autorem byl Giacomo Della Porta. Umístění dalších fontán na náměstí si vyžádalo zvýšení objemu přitékající vody. Kvůli tomu k originálnímu vodovodu ze 16. století s názvem „Acqua Vergine“ byla přidána větev vodovodu „Acqua Felice“, která procházela blízkým parkem Villa Borghese. Tento vodovod napájí fontány na východní straně náměstí. Na této straně se zvedá malý vršek, na jehož svahu jsou četné fontány a který pokračuje jedním z nejelegantnějších parků Říma, parkem Pincio.
Do středu náměstí architekt Valadier umístil kolem egyptského obelisku čtyři nádrže, které jsou napájeny čtyřmi lvy v egyptském stylu. Lvi zosobňují sílu svítícího slunce a vrhají proudy vody na čtyři světové strany. Další dvě fontány dotvářejí panorama náměstí na východní a západní straně. Na západní straně fontánu tvoří bůh Neptun, obklopen dvěma Tritony. Na východní straně je to bohyně Říma. Postava bohyně je z boků obklopena zosobněním řek Tibery a Aniene. Celé náměstí je velmi prostorné a symetricky dokonalé.
Na jižní straně tvoří monumentální vstup do náměstí známé barokní „kostely-dvojčata“, bazilika Santa Maria in Montesanto a chrám Santa Maria dei Miracoli.
Ulicí Via del Corso je spojeno s Piazza Venezia.